# A civilizációk összecsapása és a világrend átalakulása

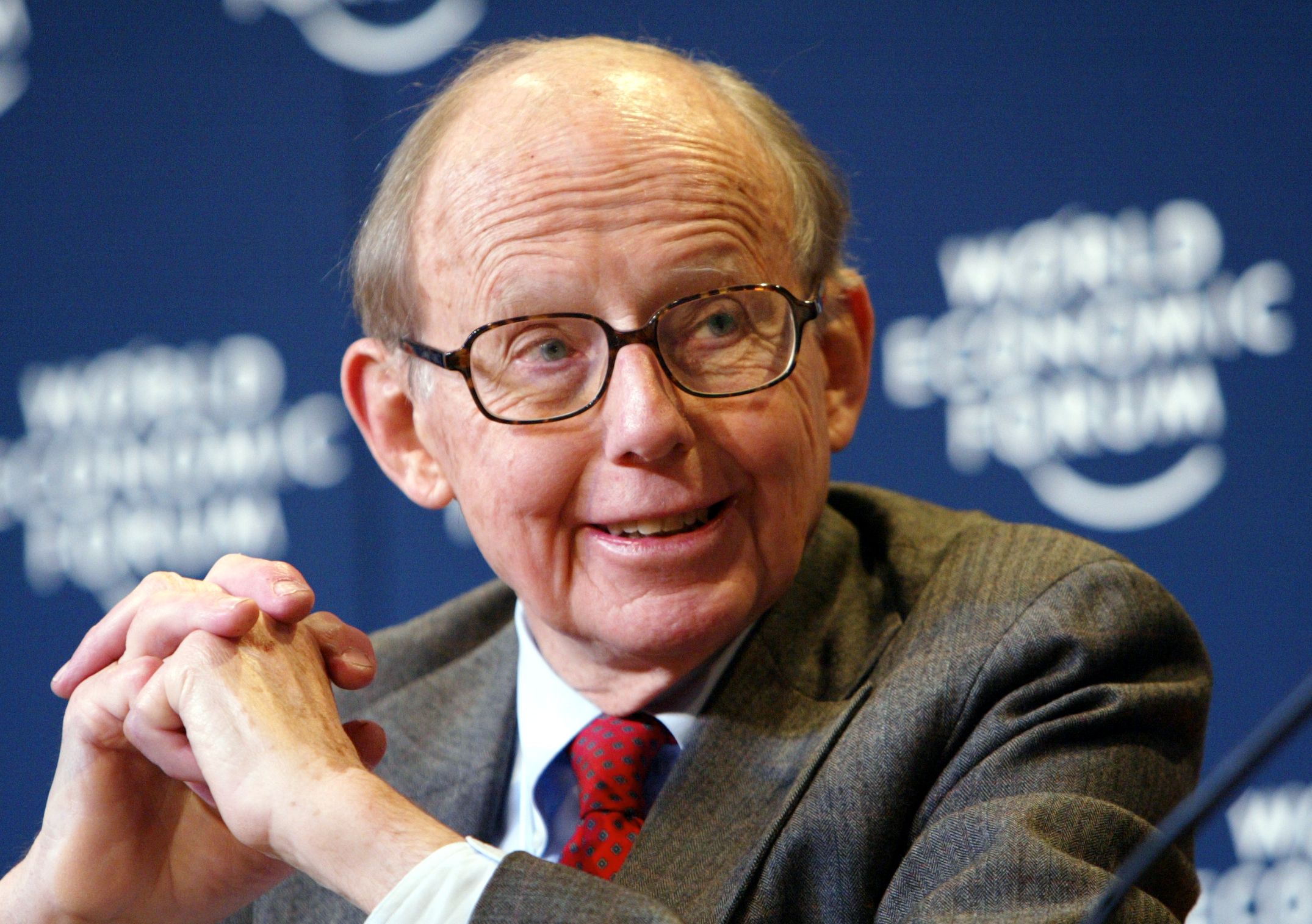
Samuel P. Huntington a 2004-es Világgazdasági Fórumon

A civilizációk összecsapása és a világrend átalakulása Samuel P. Huntington könyve. 1996-ban jelent meg, a Foreign Affairs című nemzetközi kapcsolatokkal foglalkozó amerikai lapban 1993-ban publikált hasonló nevű, óriási vihart kavart cikkének kifejtéseként. A könyv – miként a cikk is – a hidegháború utáni politikai, ideológiai helyzetet elemzi. Az eredeti publikáció Francis Fukuyama A történelem vége és az utolsó ember c. 1992-ben megjelent könyvére adott reakció, „kvázi-kritika” volt.

## A könyv lényeges elemei

### Megállapításai
- A hidegháború utáni világ szabályait a kulturális identitások adják.
- Az emberek a politikát nemcsak érdekeik előmozdítására, hanem saját identitásuk meghatározására is használják.
- A világpolitika főszereplői továbbra is a nemzetállamok, melyek már civilizációk szerint tömörülnek.

### Alaptézisei
- A civilizációk halandók, és ki vannak téve a változásnak.
- Globális civilizáció nem fog kialakulni.
- A modernizáció nem eredményez „nyugatiasodást”.

### További 5 főtézise
- A mai világ sokoldalú és sokpólusú.
- Jelenleg a civilizációk közötti erőegyensúly módosulása zajlik.
- Új, a civilizációkon alapuló világrend alakul ki.
- A Nyugat mindinkább konfliktusba kerül más civilizációkkal.
- El kell fogadni, hogy a nyugati civilizáció nem egyetemes, megújulása államainak összefogásán múlik.

## Civilizációk

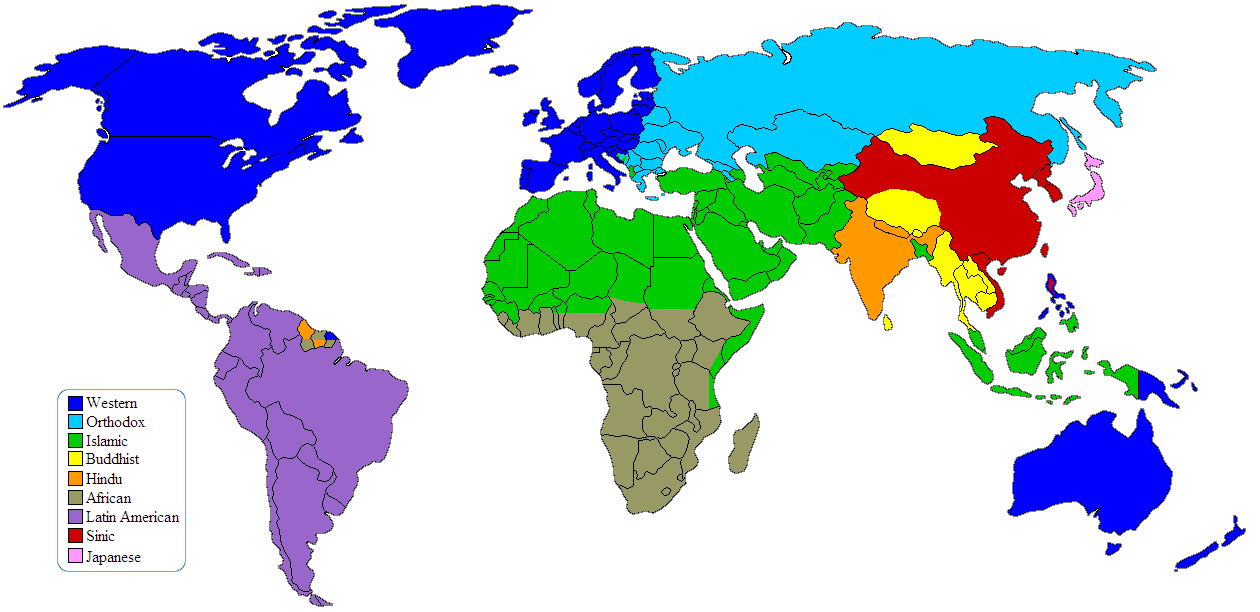
A Huntington által meghatározott civilizációk hozzávetőleges térképe

Huntington nézete szerint a politikai ideológiák civilizációkon belüli összecsapását felváltja a vallás és a kultúra civilizációk közötti összecsapása.
Huntington civilizáció alatt a legmagasabb kulturális csoportosulás, a kulturális identitás legtágabb szintjét érti, ez alapján 8 civilizációt különböztet meg, melyek határvonala nem mindig követi az országhatárokat:
1. Kínai (Sinic) – Kína, Vietnám, Korea, Tajvan, Szingapúr, illetve a kínai diaszpórák főleg Ázsiában
2. Buddhista  – Arunácsal Prades, Nepál egyes részei, Bhután, Szibéria egyes részei, Kalmukföld, Mianmar, Thaiföld, Laosz, Kambodzsa és Tibet - noha kulturálisan külön entitásként kezeli, Huntington szerint nemzetközi értelemben nem alkotnak egy „nagy” civilizációt
3. Japán (egymagában, mint a nyugati és a kínai keveréke)
4. Hindu – India, Nepál részei, és a hindu diaszpórák szerte a világban)
5. Iszlám – A muszlim országok, valamint Albánia, Bosznia-Hercegovina és Kelet-India
6. Ortodox kereszténység – Oroszország, Görögország, Bal-parti Ukrajna, ill. más, ortodox vallású területek
7. Nyugati kereszténység – Európa, a „nyugati keresztény” (katolikus, protestáns, stb.) egykori szovjet tagköztársaságok, USA, Ausztrália, Új-Zéland
8. Latin-Amerika – Közép- és Dél-Amerika országai
9. Az Afrikai, vagy Szub-Szaharai (a Szaharától délre) civilizáció – egy lehetséges 8. civilizáció, mely még nem létezik, de kialakulása valószínűsíthető
10. Több állam két civilizáció között ingadozik, vagy épp „civilizációt vált”, ezeket Huntington külön kategóriába („magányos államok”) sorolja. Ilyen Törökország, Haiti, a Karib-tengeri volt brit gyarmatok illetve Etiópia. Izrael is külön sorolható, de borzasztóan közel a Nyugati civilizációhoz.

### A civilizációk szerkezete
- Tagállamok

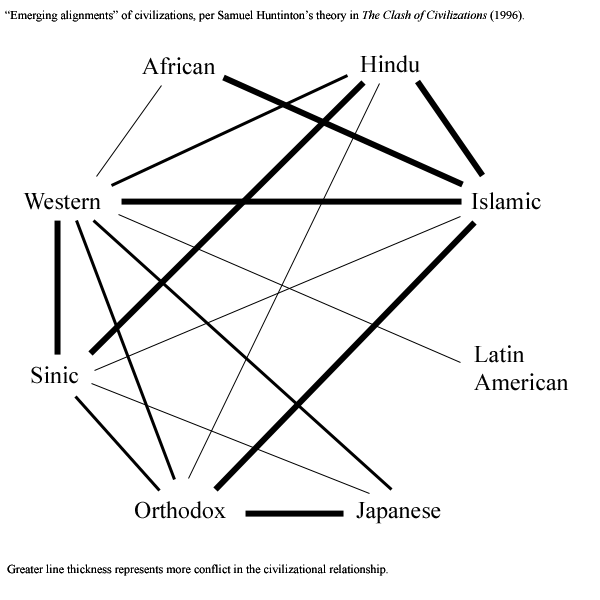
Az ábra a civilizációk közötti kapcsolatot jelzi, minél vastagabb a vonal, annál nagyobb az ellentét

- Magállamok (a domináns állam, nem minden civilizációban)
- Hasadó államok (melyeken keresztülhalad egy civilizációs határvonal, például Ukrajna)
- Magányos államok (például Japán, Haiti)
- Elszakadó államok (civilizációt váltó államok, például Törökország – Iszlámból Nyugatiba)

A pólusok a magállamok lesznek, a globális érdekeltség helyét a befolyásolási szférák világa veszi át.
- A Nyugat körülhatárolása
- Oroszország és „közelkülföldje”
- Nagy-Kína és érdekszférája
- Iszlám 
  - A külső és belső konfliktusaiban jelentős szerepet játszik a mag-állam hiánya
  - Több hatalmi központ (például Szaúd-Arábia, Irán, Algéria) melyek versengenek egymással
  - Problémás állami legitimitás – az országhatárok az egykori gyarmatok határai
  - A törzs iránti lojalitás az állam iránti lojalitás felett áll, az állam másodlagos

- Potenciális fegyveres összecsapás az Iszlám határai mentén várható

### Civilizációk közötti kapcsolatok
- Találkozások (ókor, középkor, például Marco Polo)
- Hatás (a Nyugat felemelkedése, dominanciája – a késő középkortól az 1980-as, 1990-es évekig)
- Kölcsönhatás (a Nyugat elleni lázadás, minden eddiginél szorosabb kapcsolatok, a Nyugat egy lesz a sok közül – jelenkor)

- Az egy civilizációra épülő nemzetközi szervezetek a legsikeresebbek.

- Az 1980-as, 1990-es években a nem nyugati világban az őshonos kultúrák újjáéledése figyelhető meg.

- Az 1990-es évek elejének identitásválsága után a civilizációk új rendje alakul ki.

- Nő a kulturális azonosulás fontossága.

- Régi, keleti konfliktusok élednek újjá.

### La revanche du Dieu
- „Isten revansa”, a régi vallások újjáéledése (az 1970-es évek közepétől folyamatosan)
  - Okai: modernizáció és városiasodás
  - Bázisa: a fiatal városi középosztály (Európában főleg második generációs bevándorlók)
  - Funkciója: az identitás újjáépítése, a külföldi dominancia elutasítása

- Ázsiai öntudatosodás, iszlám újjászületése
  - A modern elfogadása, a Nyugat elvetése
  - Új vallási elkötelezettség a protestáns reformáció analógiájára
  - A liberális demokrácia nem képes gyökeret verni
  - Az olajárrobbanás és a népességrobbanás nagy szerepet játszik benne

### Az összecsapásokban részt vevő civilizációk típusai
- Univerzalista Nyugat (gazdasági, politikai befolyás inkább, mint katonai beavatkozás)
- Agresszív civilizációk
  - Iszlám
  - Kína
- Gyenge civilizációk
  - Latin Amerika
  - Afrika
- Inga civilizációk (hová tartozik?)
  - India (Hindu-Nyugat, India ma nyugati típusú demokrácia)
  - Oroszország (Nyugathoz tartozik – Nagy Péter nyomán- vagy különálló, Ortodox?)
  - Japán (egyedi vagy a Kínai része?)

- "Fegyverkezés és visszaszorítás" (Nyugat fegyvereivel fenyeget, visszaszorítja a többit)

- Megváltozik az emberi jogok helyzete. "Emberjogi imperializmus" (Nyugat ráerőlteti az értékeit a többire)

- Demokrácia helyzete is megváltozik. (Demokrácia-paradoxon)

- A hasadó társadalmak veszélye ( amely országokban 2 civilizáció határa fut, például Ukrajna, Románia )

### Összecsapások
- A konfliktusok szerkezete megváltozik
- Új "hidegháborúk": törésvonal konfliktusok és a mag-államok közti konfliktusok
  - Iszlám és Nyugat 1979 óta tartó "kvázi-háborúja" (terrorizmus és ellencsapások)
  - Ázsia fejlődése, mint konfliktusforrás (demokratizálódás esélye itt a legnagyobb)

- Átmeneti háborúk
  - Afganisztán szovjet megszállása (1979-1989) (Ortodox-Iszlám, Bin-Laden felszabadító seregét a Nyugat támogatja)
  - Első öbölháború (1991) (az első, tisztán az anyagi erőforrások birtoklása miatt kitört háború)
  - Második öbölháború (2003) (mindkettő Nyugat és Iszlám összecsapása)

- Törésvonal menti háborúk (például Palesztin kérdés, Mindanao, stb.)
- Identitásban gyökereznek
- Elhúzódó, kiszámíthatatlan, véres konfliktusok
- más közösségi háborúkkal szemben nagyobb a vallás jelentősége és az eszkaláció veszélye

## Jelenlegi események
A következő események a civilizációk összecsapásának lehetséges bizonyítékai
( A könyv megjelenése – 1996 – utáni történések )
- A második intifáda vagyis az újra erőszakossá vált palesztin-izraeli konfliktus (2000 óta)
- A szeptember 11-ei terrortámadás (2001)
- Az iraki háború (2003 óta)
- A madridi vonatrobbantás (2004. március 11.)
- A londoni öngyilkos merényletek (2005. július 7.)
- A franciaországi zavargások (2005)
- A sydneyi zavargások (2005. december 11–december 15.)
- A Jyllands-Posten Mohamed-karikatúra-botránya, és az ebből keletkező zavargások (2006 eleje)
- Iráni atomvita (napjainkban)
- Torontói rajtaütés (17 feltételezett terrorista letartóztatása egyidejűleg a város több pontján – 2006. június 3.)
- Orosz–grúz háború 2008
- Krími Köztársaság létrejötte 2014. március 11.
- Különböző külföldiellenes (turisták ellen elkövetett) robbantások (Dahab, Bali, Sharm el-Sejk stb.)
- A Charlie Hebdo francia lap szerkesztősége elleni merénylet 2015. január 7.
- Orosz-ukrán háború 2022.

## A Nyugat fennmaradásának feltételei Huntington szerint
A helyzet felismerésén túl
- Le kell számolni a régi intézményrendszerekkel
- Fel kell adni a Nyugat univerzalizmusának illúzióját
- Egyediségének megőrzésére kell fektetnie a hangsúlyt
- Önmegtartóztatást kell gyakorolnia (nem beleavatkozni más civilizációk belső konfliktusaiba)
- Konfliktuskezelés közös közvetítés útján (más civilizációkkal)
- Nemzetközi intézményeket (például ENSZ BT) az új rendnek megfelelően kell átalakítani

## Kritikák
A könyvnek szinte minden pontját rengeteg kritika érte, messze a legtöbb vitát a különböző népek különböző civilizációkba való besorolása generálta, példának a vietnámi hadsereget, mely elsősorban Kína esetleges támadását hivatott kivédeni, illetve a muszlim világ megosztottságát, a kurdok, arabok, Irán, a törökök, pakisztániak, indonézek egymástól gyökeresen eltérő világfelfogását hozva fel. Továbbá bírálták, hogy Japán miért képvisel külön kultúrát, valamint hogy bizonyos szegmenseket kihagy a felosztásból, például a nyugati és az ortodox világ határvonala nem veszi figyelembe a nem vallási tényezőket, mint a kommunizmus utóhatásait, vagy az egyes államok gazdasági, fejlettségi szintjét, illetve az országhatárokat, például Indiát három civilizáció (hindu, iszlám, buddhista) között osztja fel. Huntington a politikai korrektség igényét a témában nem mindig vette figyelembe, főleg az iszlámmal szemben.

## Magyarul
- A civilizációk összecsapása és a világrend átalakulása Archiválva 2019. szeptember 22-i dátummal a Wayback Machine-ben; ford. Puszta Dóra, Gázsity Mila, Gecsényi Györgyi, szerk. Ara-Kovács Attila; Európa, Bp., 1998